# Ikarus-Zemun IK160P
Ikarus-Zemun IK 160P – wysokopodłogowy, przegubowy autobus podmiejski, lokalny i miejski, montowany w latach 1982–1991 przez Jelczańskie Zakłady Samochodowe na bazie podwozi i nadwozi jugosłowiańskiego przedsiębiorstwa Ikarus-Zemun. Powstało około 880 egzemplarzy. Podczas eksploatacji ze względu na spadek liczby przewożonych pasażerów część autobusów tego typu została pozbawiona doczep.

## Historia

### Geneza
Wiosną 1972 produkujące wcześniej tylko samoloty jugosłowiańskie przedsiębiorstwo Ikarus-Zemun postanowiło rozszerzyć swoją działalność o produkcję autobusów. W tym samym czasie władze Polskiej Rzeczypospolitej Ludowej podjęły decyzję o unowocześnieniu taboru komunikacji miejskiej oraz o rozbudowie sieci miejskich. Początkowo jednak potrzebny był tylko tabor dużej pojemności (11-12-metrowy). W wyniku kooperacji polsko-francuskiej powstał 12-metrowy autobus Jelcz PR110 wyposażony w trzy pary drzwi. Pojazdy te były wykonywane w 50% z części sprowadzanych z Francji.
Kryzys lat 80. XX w. spowodował, iż władze PRL nie miały walut obcych na zakup części do tych pojazdów. Sprowadzane z zagranicy części do jednego autobusu według cen z początku 1984 kosztowały 2000 dolarów amerykańskich. Jelczańskie Zakłady Samochodowe pilnie szukały zamienników na krajowym rynku, gdyż w przeciwnym wypadku groziły przestoje w produkcji. Jednakże mimo że nie udało się zakupić tych części, w polskich fabrykach produkcja nie została przerwana. Dodatkowym problemem były moce przerobowe fabryki silników WSK Mielec. Wytwórnia ta mogła produkować maksymalnie 1000 silników rocznie. W 1981 podpisano polsko-jugosłowiańską umowę handlową, w ramach której współpracę rozpoczęły Jelcz i jugosłowiański TAM.
Dodatkowo brakowało autobusów wysokopojemnych służących do obsługi połączeń podmiejskich charakteryzujących się dużymi potokami pasażerskimi. Z tego względu podpisano aneks do polsko-jugosłowiańskiej umowy handlowej na dostawy komponentów do autobusów Ikarus Zemun IK160. Pojazdy produkowane w Polsce dla odróżnienia zostały oznaczone dodatkową literą P (podobnie jak produkowane przez FSO Fiaty, np. Fiat 127p).

### Produkcja
Pierwsze komponenty zostały wysłane do fabryki w Jelczu w grudniu 1982.
Nadwozia i podwozia pojazdów produkowane były w jugosłowiańskiej fabryce z Zemun w Belgradzie. W Jugosławii również dokonywano montażu polskiego układu napędowego. Fabryka w Jelczu-Laskowicach wykonywała w autobusie prace wykończeniowe, polegające na montażu siedzeń (identyczne jak w PR110), poręczy oraz innych elementów wnętrza.
Autobusy te były prezentowane na stoisku Jelczańskich Zakładów Samochodowych w 1987, 1988 i 1989. Partia ostatnich 25 autobusów została wykończona w 1991. Na pojazdy te nie było jednak chętnych. Ostatecznie zostały sprzedane dopiero w 1993.
W kooperacji polsko-jugosłowiańskiej zbudowano około 880 pojazdów tego typu.

### Eksploatacja
Ikarusy Zemun IK160P początkowo były przeznaczone na trasy podmiejskie i lokalne, z czasem jednak obsługiwano nimi połączenia miejskie.
W czasie eksploatacji z powodu braku zapotrzebowania na wozy wielko-pojemne i w celu ograniczenia kosztów eksploatacji, wiele egzemplarzy zostało skróconych, pozbawionych doczepy.
W lipcu 2011 jeden z ostatnich egzemplarzy eksploatowanych liniowo w PKS-ie (PKS Przasnysz), został pozyskany dla zachowania jako pojazd historyczny przez Klub Miłośników Komunikacji Miejskiej w Warszawie. Egzemplarz ten na początku eksploatacji, pod koniec lat 80. XX wieku, obsługiwał kursy pośpieszne pomiędzy Przasnyszem a Warszawą. Autobusy tego typu widywane były w Warszawie za sprawą PKS Grójec.
Bazowa wersja, Ikarus IK 160, eksploatowana była w Jugosławii oraz Rumunii i Turcji.
MPK Poznań kupiło 15 „Zemunów” w 1992 do nowo wybudowanej wtedy zajezdni autobusowej przy ul. Darzyborskiej (w Darzyborze). Ostatni raz autobusy wyjechały na linie w 2002 r. Z tej okazji Klub Miłośników Pojazdów Szynowych zorganizował imprezę pożegnalną dla tych autobusów, z egzemplarzem o numerze taborowym #1576 na czele. Wszystkie (oprócz #1580, który został przebudowany na pojazd techniczny) zostały skasowane.

### Zachowane egzemplarze
W prywatnym muzeum Artura Lemańskiego w Paterku koło Bydgoszczy znajdują się dwa egzemplarze – jeden to kompletny IK160P, który wcześniej jeździł w PTS Bustrans Tychy, drugi to tzw. „obrzyn”, czyli autobus skrócony do solowej wersji dwudrzwiowej.
Warszawski Klub Miłośników Komunikacji Miejskiej posiada jeden kompletny egzemplarz, który poprzednio należał do PKS Przasnysz.
Na terenie firmy Modertrans znajduje się jeden egzemplarz, który do 2002 roku należał do MPK Poznań i posiadał numer taborowy #1580. Po wycofaniu z liniowej eksploatacji w Poznaniu autobus został pozbawiony przegubu i sekcji B oraz przebudowany na pogotowie techniczne. Od około 2012 roku nie jest użytkowany, w grudniu 2016 roku dokonano wyrejestrowania.

## Konstrukcja

### Podwozie

#### Układ napędowy
Autobus był napędzany polskim silnikiem wysokoprężnym WS Mielec SW 680/56/4 o pojemności skokowej 11,1 dm³ generującym moc maksymalną 185 KM (136 kW) i moment obrotowy 710 Nm. Umiejscowiony był on pod podłogą pomiędzy pierwszą a drugą osią (w członie przednim). Napęd przenosiła, również wyprodukowana w Polsce, skrzynia biegów S6-90 z FSP Polmo Tczew.

#### Zawieszenie i układ hamulcowy
Autobus wyposażono w osie produkowane przez węgierską Rábę: oś przednia – RABA-IKARUS V039.32.140, środkowa – RABA 018.15-3300 oraz tylna – RABA-IKARUS V140.32.100. Na wszystkich osiach zastosowano hamulce bębnowe. Autobus wyposażono w dwa systemy hamulcowe; roboczy z regulowaną siłą hamowania oraz postojowy. Rozstaw pomiędzy osiami pierwszą i drugą oraz drugą i trzecią wynosił, odpowiednio, 5250 mm oraz 6100 mm. Autobus miał ogumienie 11 R20.

#### Układ kierowniczy
Zastosowano układ kierowniczy ze wspomaganiem hydraulicznym Csepel 069 o przełożeniu 22,5:1.

### Nadwozie

#### Kratownica i karoseria
Pudło było wykonane w technologii typowej dla autobusów. Rama miała konstrukcję kratownicowo-podłużnicową. W odróżnieniu od jugosłowiańskiego oryginału dokonano kilku nieznacznych zmian. Część rozwiązań zostało później wykorzystanych w konstrukcji pudła do Jelcza M11. Przegub był identyczny z wykorzystywanym w innych jugosłowiańskich autobusach przegubowych.

#### Drzwi
Autobus wyposażony był w drzwi w układzie 2-2-0-2. Drzwi były dwuskrzydłowe, otwierane do wewnątrz Drzwi pochodziły z oryginalnego IK160 i były kopią rozwiązań niemieckich. Identyczne drzwi były montowane w MAN-ach SG192 i Mercedesach O305.

#### Siedzenia
Zemuny produkowane w Polsce wyposażone były w siedzenia identyczne jak w polskich Berlietach i Jelczach montowanych w Jelczu w tamtym okresie. Autobus oferował 47 miejsc siedzących oraz 98 stojących (łącznie 145). Siedzenia były typu miękkiego, pokryte skóropodobnym tworzywem (skaj), a w środku wyściełane gąbką.

#### Instalacja elektryczna i oświetlenie
W autobusach Ikarus-Zemun IK160P zostały założone przednie światła pochodzące z Jelcza PR110.